# Pere Ribera i Guals
Pere Ribera i Guals (Sant Mateu de Bages, 22 de novembre de 1957 - Barcelona, 5 de gener del 2016) va ser un polític català, alcalde, i diputat a la V i VI Legislatures.
Treballà en el sector agrari i en 1997-1998 fou membre de l'executiva de l'Institut Agrícola Català de Sant Isidre.
Afiliat a Unió Democràtica de Catalunya (UDC), des de les eleccions municipals espanyoles de 1991 i fins a la mort fou alcalde de Sant Mateu de Bagesi de 1991 a 1997 membre del Consell Comarcal del Bages.
En 1997 va substituir en el seu escó Joan Raventós i Pujadó, elegit diputat a les eleccions al Parlament de Catalunya de 1995. Posteriorment fou elegit diputat a les eleccions al Parlament de Catalunya de 1999. Formà part de la Comissió d'Agricultura, Ramaderia i Pesca del Parlament de Catalunya i de la seva Diputació Permanent.